# Carl Sagan
Carl Edward Sagan (/ˈseɪɡən/; 9 tháng 11 năm 1934 – 20 tháng 12 năm 1996) là nhà thiên văn học, vật lý thiên văn, vũ trụ học, sinh học vũ trụ, tác giả sách, nhà phổ biến khoa học và là nhà phát ngôn khoa học người Mỹ. Đóng góp quan trọng nhất của ông là cho việc khám phá nhiệt độ bề mặt rất cao trên Kim Tinh. Tuy nhiên ông lại được biết đến nhiều nhất trong những nghiên cứu khoa học về sự sống ngoài Trái Đất, bao gồm cả việc chứng thực thí nghiệm tạo amino acid từ các chất hóa học cơ bản nhờ phóng xạ. Sagan đã thu thập những tin nhắn đầu tiên để gửi vào không gian: tấm thông điệp Pioneer và đĩa ghi âm vàng Voyage, các lời nhắn được gắn trên các con tàu vũ trụ để phòng trường hợp người ngoài Trái Đất có thể tìm thấy và xem chúng.
Ông đã xuất bản hơn 600 bài báo khoa học, và là tác giả hoặc đồng tác giả của hơn 20 cuốn sách. Ông viết nhiều sách phổ biến khoa học như "Những con Rồng của vườn Địa Đàng" (The Dragons of Eden), " Não Broca" (Broca' brain), và "Đốm Xanh Mờ" (Pale blue dot). Đặc biệt, ông là đồng tác giả và người dẫn chuyện cho chuỗi chương trình truyền hình rất thành công của năm 1980 "Vũ trụ: Một cuộc phiêu lưu cá nhân" (Cosmos: A personal voyage). Là chuỗi chương trình đạt số lượt xem nhiều nhất trong lịch sử truyền hình công cộng Hoa Kỳ, Cosmos đã được ít nhất 500 triệu người ở hơn 60 quốc gia theo dõi. Cuốn sách "Vũ trụ" (Cosmos) cũng được viết đồng thời cùng với chương trình này. Sagan đã viết tiểu thuyết khoa học viễn tưởng "Liên lạc" (Contact), và đã được dựng thành phim cùng tên năm 1997. Các tài liệu của ông, khoảng 595,000 mục, hiện được lưu trữ ở thư viện Quốc hội - Hoa Kỳ.
Carl Sagan luôn là người ủng hộ các câu hỏi còn nhiều nghi vấn trong khoa học và các phương pháp khoa học, tiên phong trong lĩnh vực sinh học ngoài Trái Đất, và thúc đẩy Chương trình nghiên cứu trí tuệ ngoài Trái Đất SETI. Ông dành gần như toàn bộ sự nghiệp của mình ở cương vị giáo sư trường ĐH Cornell, nơi ông điều hành phòng thí nghiệm nghiên cứu hành tinh. Sagan cùng với các tác phẩm của ông đã đạt được nhiều phần thưởng và huân chương danh giá, bao gồm NASA Distinguished Public Service Medal, National Academy of Sciences Public Welfare Medal (Huân chương cho những đóng góp trong khoa học đại chúng của Học viện Quốc gia), the Pulitzer Prize for General Non-Fiction (Giả Pulitzer cho tiểu thuyết không phải khoa hoc viễn tưởng) cho cuốn sách "Những con Rồng của Vườn Địa Đàng", còn với tác phẩm Cosmos, cũng giành 2 giải Emmy, giải Peabody và giải Hugo.
Carl Sagan từng kết hôn 3 lần và có ba người con. Ông qua đời ngày 20 tháng 12 năm 1996 ở tuổi 62 vì viêm phổi.

## Sự nghiệp giáo dục và khoa học
Từ năm 1960 đến 1962, Sagan làm việc tại Viện Miller, Đại học California, Berkeley. Trong khoảng thời gian này, ông đăng tải một bài viết trên tập san Science bàn về khí quyển của Sao Kim vào năm 1961, đồng thời cộng tác với đội Mariner 2 của NASA, và đảm nhiệm chức vụ "Cố vấn Khoa học Hành tinh" cho RAND Corporation.
Sau khi bài viết của Sagan được đăng tải trên tập san Science vào năm 1961, hai nhà thiên văn học Fred Whipple và Donald Menzel của Đại học Harvard đã mời Sagan tham dự một hội thảo chuyên đề tổ chức ở Harvard và sau đó đề nghị ông nhận chức giảng viên tại cơ quan này. Sagan mong muốn được phong làm phó giáo sư (assistant professor), Whipple và Menzel đã thuyết phục được Harvard đáp ứng nguyện vọng này. Tại đây, từ năm 1963 đến 1968, Sagan làm giảng viên, thực hiện nghiên cứu và cố vấn cho sinh viên đang học hệ sau đại học, đồng thời làm việc tại Đài Quan sát Vật lý thiên văn Smithsonian đặt tại Cambridge, Massachusetts.
Năm 1968, Sagan không được nhận vào biên chế (tenure) của trường Harvard. Về sau ông cho biết đây là một quyết định rất bất ngờ. Có vài nguyên nhân được đưa ra, trong đó có việc Sagan quan tâm tới quá nhiều lĩnh vực (trong khi thường thường chuyên gia thành danh chỉ chuyên về một lĩnh vực hẹp. Thêm vào đó, có lẽ còn vì sự ủng hộ khoa học đại chúng mạnh mẽ của Sagan - đó là điều một số nhà khoa học coi là việc ít nhiều lợi dụng thành quả của người khác vì mục đích tư lợi cá nhân.
Từ trước khi Sagan bị từ chối đưa vào biên chế khá lâu, nhà thiên văn học Thomas Gold của Đại học Cornell đã lôi kéo Sagan về làm việc tại Cornell, ở Ithaca, New York. Giờ đây, sau chuyện không may tại Harvard, Sagan liền đồng ý đề nghị của Gold và trong suốt gần 30 năm sau đó cho đến khi qua đời năm 1966, Sagan là thành viên của Đại học Cornell. Khác với Harvard, khoa thiên văn học của Cornell nhỏ hơn và dễ chịu hơn, nơi đây đã nhiệt tình chào đón Sagan như một ngôi sao đang nổi trong ngành. Sau hai năm làm phó giáo sư (associate professor), Sagan chính thức trở thành giáo sư của Đại học Cornell vào năm 1970 và nhận chức vụ điều hành Phòng Thí nghiệm Nghiên cứu Hành tinh tại đây. Từ 1972 đến 1981, Sagan là phó giám đốc Trung tâm Vật lý vô tuyến và Nghiên cứu Vũ trụ (CRSR) tại Cornell. Năm 1976, ông trở thành Giáo sư Thiên văn học và Khoa học vũ trụ David Duncan - vị trí mà Sagan sẽ giữ suốt đời.
Tên tuổi của Sagan gắn liền với chương trình chinh phục vũ trụ của Hoa Kỳ ngay từ những ngày đầu. Từ thập niên 1950 trở đi, Sagan làm cố vấn cho NASA, tại đây một trong những trách nhiệm của ông là đưa ra chỉ dẫn cho phi hành gia Apollo trước các chuyến bay tới Mặt Trăng. Saga đóng công góp sức cho nhiều sứ mệnh tàu thăm dò khám phá hệ Mặt Trời, sắp xếp các thí nghiệm trong nhiều chuyến thám hiểm. Ông là tác giả của tin nhắn vật lý đầu tiên gửi vào vũ trụ: một tấm dát vàng, gắn vào tàu thăm dò Pioneer 10, phóng năm 1972. Tàu Pioneer 11, mang theo phiên bản của tấm kim loại này, được phóng vào vũ trụ cùng năm đó. Sagan tiếp tục cải tiến thiết kế để tạo ra tin nhắn phức tạo nhất - Đĩa vàng Voyager, được hai tàu Voyager mang vào vũ trụ vào năm 1977. Sagan thường đứng lên phản đối những quyết định nhằm cung cấp tài chính cho chương trình tàu con thoi và Trạm Vũ trụ Quốc tế, tác động xấu tới các sứ mệnh robot.

### Thành tự khoa học
Cựu sinh viên của Sagan - David Morrison - mô tả thầy mình là "người giàu ý tưởng" và là bậc thầy về tranh luận vật lý dựa trên trực giác và tính nhẩm. Gerald Kuiper từng nói: "Một số người giỏi việc nghiên cứu chuyên môn một lĩnh vực lớn trong phòng thí nghiệm; số khác giỏi liên kết các ngành khoa học. Tiến sĩ Sagan thuộc nhóm thứ hai."
Sagan là người góp công sức chủ yếu cho khám phá nhiệt độ bề mặt cực cao trên Sao Kim. Đầu thập niên 1960, không ai biết chắc điều kiện bề mặt của Sao Kim như thế nào, Sagan đã nêu ra các kịch bản trong một báo cáo mà sau này được đưa vào trong cuốn sách Các hành tinh (Planets). Quan điểm riêng của Sagan là Sao Kim rất khô và nóng, trái ngược với hình ảnh thiên đường mát lành mà nhiều người tưởng tượng ra. Sagan nghiên cứu tín hiệu vô tuyến từ Sao Kim và kết luận nhiệt độ bề mặt trên hành tinh này là 500 °C. Với tư cách là nhà khoa học khách mời của Phòng thí nghiệm Sức đẩy Phản lực (JPL), Sagan đóng góp nhiều cho các sứ mệnh Mariner đầu tiên đi tới Sao Kim, ông phụ trách phần thiết kế và quản lý dự án. Năm 1962, Mariner 2 đã xác nhận kết luận của ông về tình trạng bề mặt Sao Kim là đúng.
Sagan là một trong những người đầu tiên đưa ra giả thuyết vệ tinh Titan của Sao Thổ có đại dương chứa hợp chất lỏng trên bề mặt và vệ tinh Europa của Sao Mộc sở hữu những đại dương nước ẩn dưới bề mặt. Điều này có thể khiến Europa trở thành nơi tiềm năng có khả năng sinh tồn. Đại dương nước ẩn dưới bề mặt Europa về sau đã được tàu thăm dò Galileo xác nhận một cách gián tiếp. Bí ẩn màn sương mù màu đỏ trên Titan cũng được giải quyết nhờ công của Sagan. Thì ra màn sương mù màu đỏ này là các phân tử hữu cơ phức tạp không ngừng rơi xuống bề mặt Titan.
Sagan tiếp tục nghiên cứu sâu hơn về khí quyển Sao Kim và Sao Thổ cũng như sự thay đổi các mùa trên Sao Hỏa. Ông cũng nhận ra biến đổi khí hậu là thảm họa nhân tạo đang dần hiện diện rõ, và so sánh hiện tượng này với việc Sao Kim biến thành hành tinh nóng bức, khắc nghiệt với sự sống do hiệu ứng nhà kính. Năm 1985, Sagan làm chứng trước Quốc hội Hoa Kỳ về việc hiệu ứng nhà kính sẽ thay đổi khí hậu toàn cầu. Sagan cùng đồng sự tại trường Cornel, Edwin Ernest Salpeter, đưa ra phỏng đoán về sự sống trên các đám mây của Sao Mộc, dựa trên phát hiện thành phần bầu khí quyển dày đặc của hành tinh này rất giàu phân tử hữu cơ. Ông nghiên cứu sự biến đổi về màu sắc đã được ghi nhận trên bề mặt Sao Hỏa và kết luận rằng đây không phải là sự thay đổi các mùa hay thảm thực vật như đa số vẫn đang tin, mà là sự chuyển dịch các luồng bụi bề mặt gây ra bởi gió bão.
Sagan cũng nổi tiếng vì nghiên cứu về khả năng tồn tại sự sống ngoài Trái Đất, trong đó nổi bật là thí nghiệm chứng minh quá trình sản sinh amino acid từ các chất hóa học cơ bản dưới tác động của phóng xạ.
Năm 1994, Sagan được trao Huân chương vì Phúc lợi Cộng đồng, giải thưởng cao quý nhất của Viện Khoa học Quốc gia dành cho "những đóng góp xuất sắc trong việc ứng dụng khoa học vì phúc lợi xã hội". Sagan không được chấp nhận làm thành viên của Viện này, lý do được đưa ra là các hoạt động của Sagan trên kênh truyền thông khiến nhiều nhà khoa học không ưa ông.
Tính đến năm 2017, Sagan là nhà khoa học ngành SETI (tìm kiếm trí tuệ ngoài Trái Đất) được trích dẫn nhiều nhất và cũng là một trong những nhà khoa học hành tinh được trích dẫn nhiều nhất.
Carl Sagan, sách "Thế giới bị quỷ ám - Demon-Haunted World (1995)

### Truyền bá khoa học trên TV
Năm 1980, Sagan là đồng biên kịch và người dẫn chuyện của xê-ri 13 tập chiếu trên đài PBS, từng giành nhiều giải thưởng: Cosmos: A Personal Voyage (Vũ trụ: Một cuộc du hành cá nhân) - xê-ri được xem nhiều nhất trong lịch sử truyền hình công cộng Hoa Kỳ tính cho tới năm 1990. Ít nhất 500 triệu người tại 60 quốc gia đã xem chương trình này. Cuốn sách Vũ trụ (Cosmos) do Sagan viết cũng được xuất bản đi kèm với xê-ri này.
Vì đã là cây bút khoa học nổi tiếng từ trước với nhiều tác phẩm đắt khách, trong đó có cuốn Rồng của Vườn Địa đàng (The Dragons of Eden) giúp Sagan đoạt giải Pulitzer năm 1977, cho nên ông được mời viết kịch bản và dẫn chuyện cho chương trình này. Chương trình hướng tới khán giả đại chúng, Sagan tin rằng họ đã mất hứng thú với khoa học, một phần vì hệ thống giáo dục bức bối.
Mỗi tập trong số 13 tập chú trọng vào một chủ đề hoặc một con người cụ thể, qua đó thể hiện được sự vận động đồng thời của vạn vật trong vũ trụ. Chương trình thảo luận rất nhiều chủ đề khoa học, gồm cả nguồn gốc sự sống và góc nhìn về vị trí của con người trên Trái Đất.
Chương trình đã giành được giải Emmy, cùng với giải Peabody, và đưa Sagan từ một nhà thiên văn học ít người biết trở thành biểu tượng văn hóa đại chúng. Tạp chí Time đăng tải một câu chuyện về Sagan với hình ảnh của ông được đưa lên trang bìa ngay sau khi chương trình phát sóng, gọi ông là "nhà sáng tạo, biên kịch chủ đạo và người dẫn chuyện của chương trình". Năm 2000, "Cosmos" đã được phát hành dưới dạng bộ đĩa DVD cải tiến.

### "Hàng tỉ tỉ"
Sau khi chương trình Cosmos lên sóng, Sagan gắn liền với câu nói cửa miệng "hàng tỉ tỉ (billions and billions)", dù thực ra ông chưa từng sử dụng cụm từ này trong xê-ri Cosmos. Thay vào đó, ông dùng cụm "billions upon billions".
Richard Feynman, tiền bối của Sagan, đã sử dụng cụm từ "billions and billions" nhiều lần trong các "cuốn sách đỏ" ông viết. Tuy nhiên, việc Sagan thường xuyên dụng từ billions và đặc biệt nhấn mạnh âm "b" (ông cố tình làm vậy, thay vì dùng cách nói "billions with a b (từ billion có chữ b", thường dùng để phân biệt từ "billion" với từ "illinois") đã khiến ông trở thành đối tượng ưa thích của các danh hài, trong đó có Johnny Carson, Gary Kroeger, Mike Myers, Bronson Pinchot, Penn Jillette và Harry Shearer.

## Xuất bản
- Sagan, Carl; Leonard, Jonathan Norton (1966). Planets. Life Science Library. Editors of Life. New York: Time, Inc. LCCN 66022436. OCLC 346361.
- ——; Shklovskii, I.S. (1966) [Originally published 1962 as Вселенная, жизнь, разум; Moscow: USSR Academy of Sciences Publisher]. Intelligent Life in the Universe. Authorized translation by Paula Fern. San Francisco: Holden-Day, Inc. LCCN 64018404. OCLC 317314.
- ——; Page, Thornton, biên tập (1972). UFO's: A Scientific Debate. Ithaca, NY: Cornell University Press. ISBN 0-801-40740-0. LCCN 72004572. OCLC 415373.
- ——, biên tập (1973). Communication with Extraterrestrial Intelligence (CETI). Cambridge, MA: MIT Press. ISBN 0-262-19106-7. LCCN 73013999. OCLC 700752.
- ——; Bradbury, Ray; Clarke, Arthur C.; và đồng nghiệp (1973). Mars and the Mind of Man (ấn bản thứ 1). New York: Harper & Row. ISBN 0-060-10443-0. LCCN 72009746. OCLC 613541.
- —— (1973). The Cosmic Connection: An Extraterrestrial Perspective. Produced by Jerome Agel (ấn bản thứ 1). Garden City, NY: Anchor Press. ISBN 0-385-00457-5. LCCN 73081117. OCLC 756158.
- —— (1975). Other Worlds. Produced by Jerome Agel. Toronto, NY: Bantam Books. ISBN 0-552-66439-1. OCLC 3029556.
- —— (1977). The Dragons of Eden: Speculations on the Evolution of Human Intelligence (ấn bản thứ 1). New York: Random House. ISBN 0-394-41045-9. LCCN 76053472. OCLC 2922889.
- ——; Drake, F. D.; Lomberg, Jon; và đồng nghiệp (1978). Murmurs of Earth: The Voyager Interstellar Record (ấn bản thứ 1). New York: Random House. ISBN 0-394-41047-5. LCCN 77005991. OCLC 4037611.
- —— (1979). Broca's Brain: Reflections on the Romance of Science (ấn bản thứ 1). New York: Random House. ISBN 0-394-50169-1. LCCN 78021810. OCLC 4493944.
- —— (1980). Cosmos (ấn bản thứ 1). New York: Random House. ISBN 0-394-50294-9. LCCN 80005286. OCLC 6280573.
- ——; Ehrlich, Paul R.; Kennedy, Donald; và đồng nghiệp (1984). The Cold and the Dark: The World after Nuclear War: The Conference on the Long-Term Worldwide Biological Consequences of Nuclear War. Foreword by Lewis Thomas (ấn bản thứ 1). New York: W. W. Norton & Company. ISBN 0-393-01870-9. LCCN 84006070. OCLC 10697281.
- ——; Druyan, Ann (1985). Comet (ấn bản thứ 1). New York: Random House. ISBN 0-394-54908-2. LCCN 85008308. OCLC 811602694.
- —— (1985). Contact: A Novel. New York: Simon & Schuster. ISBN 0-671-43400-4. LCCN 85014645. OCLC 12344811.
- ——; Turco, Richard (1990). A Path Where No Man Thought: Nuclear Winter and the End of the Arms Race (ấn bản thứ 1). New York: Random House. ISBN 0-394-58307-8. LCCN 89043155. OCLC 20217496.
- ——; Druyan, Ann (1992). Shadows of Forgotten Ancestors: A Search for Who We Are (ấn bản thứ 1). New York: Random House. ISBN 0-394-53481-6. LCCN 92050155. OCLC 25675747.
- —— (1994). Pale Blue Dot: A Vision of the Human Future in Space (ấn bản thứ 1). New York: Random House. ISBN 0-679-43841-6. LCCN 94018121. OCLC 30736355.
- —— (1995). The Demon-Haunted World: Science as a Candle in the Dark (ấn bản thứ 1). New York: Random House. ISBN 0-394-53512-X. LCCN 95034076. OCLC 779687822. (Note: errata slip inserted.)
- ——; Druyan, Ann (1997). Billions and Billions: Thoughts on Life and Death at the Brink of the Millennium (ấn bản thứ 1). New York: Random House. ISBN 0-679-41160-7. LCCN 96052730. OCLC 36066119.
- —— (2006) [Edited from 1985 Gifford Lectures, University of Glasgow]. Druyan, Ann (biên tập). The Varieties of Scientific Experience: A Personal View of the Search for God. New York: Penguin Press. ISBN 1-59420-107-2. LCCN 2006044827. OCLC 69021064.